# Tournée de l'équipe des Lions britanniques et irlandais de rugby à XV en 1966
 (février 2024).
Si vous disposez d'ouvrages ou d'articles de référence ou si vous connaissez des sites web de qualité traitant du thème abordé ici, merci de compléter l'article en donnant les références utiles à sa vérifiabilité et en les liant à la section « Notes et références ».
Les Lions britanniques, ou plus couramment appelés Lions, se déplacent en 1966 en Australie et en Nouvelle-Zélande. Les Lions ont remporté les deux test-matches contre l'Australie, mais ont perdu les quatre rencontres contre les All Blacks. Ils ont également disputé deux matches au Canada, avec une victoire et une défaite.
Le capitaine de l'équipe itinérante était Mike Campbell-Lamerton. Le manager était Des O'Brien et, pour la première fois, une équipe des Lions avait un entraîneur, John Robins, plutôt qu'un assistant manager.

## Effectif de la tournée
Encadrement
- Manager : Des O'Brien
- Entraineur : John Robins

| Avants - Ken Kennedy (CIYMS) - Ronnie Lamont (Instonians) - Willie-John McBride (Ballymena) - Ray McLoughlin (Gosforth) - Noel Murphy (Cork Constitution) - Derrick Grant (Hawick) - Mike Campbell-Lamerton (capt) (London Scottish) - Frank Laidlaw (Melrose) - Jim Telfer (Melrose) - Howard Norris (Cardiff) - Alun Pask (Abertillery) - Gareth Prothero (Bridgend) - Brian Price (Newport) - Delme Thomas (Llanelli) - Denzil Williams (Ebbw Vale) - David Powell (Northampton) | Arrières - Roger Young (Queen's University RFC) - Mike Gibson (Cambridge University) - Jerry Walsh (Sunday's Well) - Barry Bresnihan (University College Dublin) - Stewart Wilson (London Scottish) - Sandy Hinshelwood (London Scottish) - Allan Lewis (Abertillery) - Ken Jones (Cardiff) - Dewi Bebb (Swansea) - Terry Price (Llanelli) - Stuart Watkins (Newport) - David Watkins (Newport) - Mike Weston (Durham City) - Colin McFadyean (Moseley) - Don Rutherford (Gloucester) - Keith Savage (Northampton) |  |

## Résultats des matchs de la tournée
| no | Date         | Lieu                                            | Adversaire                                      | Score   | Résultat  |
| -- | ------------ | ----------------------------------------------- | ----------------------------------------------- | ------- | --------- |
| 1  | 7 mai        | Perry Lakes Stadium, Perth, Australie           | Western Australia                               | 3 - 60  | Victoire  |
| 2  | 11 mai       | Norwood Oval, Adelaide, Australie               | South Australia                                 | 11 - 38 | Victoire  |
| 3  | 14 mai       | Olympic Park, Melbourne, Australie              | Victoria                                        | 14 - 24 | Victoire  |
| 4  | 18 mai       | Manuka Oval, Canberra, Australie                | Country Australia                               | 3 - 6   | Victoire  |
| 5  | 21 mai       | Sydney, Australie                               | Nouvelle-Galles du Sud                          | 6 - 6   | Match nul |
| 6  | 31 mai       | Lang Park, Brisbane                             | Queensland                                      | 3 - 26  | Victoire  |
| 7  | 11 juin      | Rugby Park, Invercargill, Nouvelle-Zélande      | Southland                                       | 14 - 8  | Défaite   |
| 8  | 15 juin      | Fraser Park, Timaru, Nouvelle-Zélande           | South Canterbury / Mid Canterbury / North Otago | 12 - 20 | Victoire  |
| 9  | 18 juin      | Carisbrook, Otago, Nouvelle-Zélande             | Otago                                           | 17 - 9  | Défaite   |
| 10 | 22 juin      | Lancaster Park, Christchurch, Nouvelle-Zélande  | New Zealand Universities                        | 11 - 24 | Victoire  |
| 11 | 25 juin      | Athletic Park, Wellington, Nouvelle-Zélande     | Wellington                                      | 20 - 6  | Défaite   |
| 12 | 29 juin      | Trafalgar Park, Nelson, Nouvelle-Zélande        | Nelson / Marlborough / Golden Bay-Motueka       | 14 - 22 | Victoire  |
| 13 | 2 juillet    | Rugby Park, New Plymouth, Nouvelle-Zélande      | Taranaki                                        | 9 - 12  | Victoire  |
| 14 | 6 juillet    | Rugby Park, Rotorua, Nouvelle-Zélande           | Bay of Plenty                                   | 6 - 6   | Match nul |
| 15 | 9 juillet    | Okara Park, Whangarei, Nouvelle-Zélande         | North Auckland                                  | 3 - 6   | Victoire  |
| 16 | 20 juillet   | Victoria Square, Westport, Nouvelle-Zélande     | West Coast-Buller                               | 6 - 25  | Victoire  |
| 17 | 23 juillet   | Lancaster Park, Christchurch, Nouvelle-Zélande  | Canterbury                                      | 6 - 8   | Victoire  |
| 18 | 27 juillet   | Showgrounds, Palmerston North, Nouvelle-Zélande | Manawatu / Horowhenua                           | 8 - 17  | Victoire  |
| 19 | 30 juillet   | Eden Park, Auckland, Nouvelle-Zélande           | Auckland                                        | 6 - 9   | Victoire  |
| 20 | 2 août       | Memorial Park, Masterton, Nouvelle-Zélande      | Wairarapa / Bush                                | 6 - 12  | Victoire  |
| 21 | 10 août      | Cooks Gardens, Wanganui, Nouvelle-Zélande       | Wanganui / King Country                         | 12 - 6  | Défaite   |
| 22 | 13 août      | Eden Park, Auckland, Nouvelle-Zélande           | New Zealand Māori                               | 14 - 16 | Victoire  |
| 23 | 17 août      | Rugby Park, Gisborne, Nouvelle-Zélande          | East Coast / Poverty Bay                        | 6 - 9   | Victoire  |
| 24 | 20 août      | McLean Park, Napier, Nouvelle-Zélande           | Hawke's Bay                                     | 11 - 11 | Match nul |
| 25 | 31 août      | Athletic Park, Wellington, Nouvelle-Zélande     | New Zealand Juniors                             | 3 - 9   | Victoire  |
| 26 | 3 septembre  | Rugby Park, Hamilton, Nouvelle-Zélande          | Waikato                                         | 9 - 20  | Victoire  |
| 27 | 6 septembre  | Massey Park, Papakura, Nouvelle-Zélande         | Counties / Thames Valley                        | 9 - 13  | Victoire  |
| 28 | 14 septembre | Vancouver, Canada                               | British Columbia                                | 8 - 3   | Défaite   |

## Résultat des tests-matchs
| no | Date         | Lieu                         | Match                                 | Score   |
| -- | ------------ | ---------------------------- | ------------------------------------- | ------- |
| 1  | 28 mai       | Cricket Ground, Sydney       | Australie – Lions britanniques        | 8 - 11  |
| 2  | 4 juin       | Lang Park, Brisbane          | Australie – Lions britanniques        | 0 - 31  |
| 3  | 16 juillet   | Carisbrook, Dunedin          | Nouvelle-Zélande – Lions britanniques | 20 - 3  |
| 4  | 6 août       | Athletic Park, Wellington    | Nouvelle-Zélande – Lions britanniques | 16 - 12 |
| 5  | 27 août      | Lancaster Park, Christchurch | Nouvelle-Zélande – Lions britanniques | 19 - 6  |
| 6  | 10 septembre | Eden Park, Auckland          | Nouvelle-Zélande – Lions britanniques | 24 - 11 |
| 7  | 17 septembre | Toronto                      | Canada – Lions britanniques           | 8 - 19  |